# Перм-36

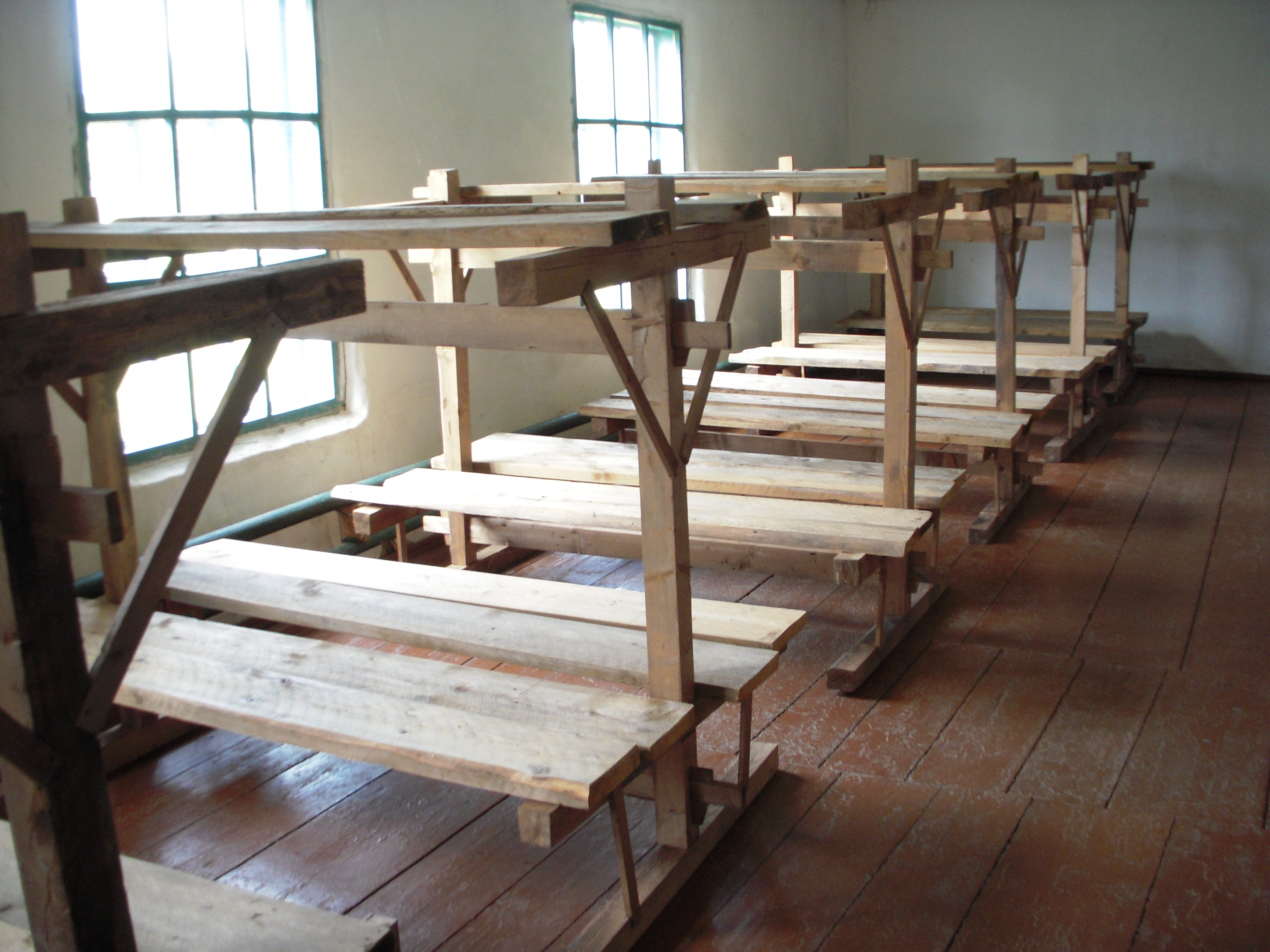
Реконструкція одного з бараків

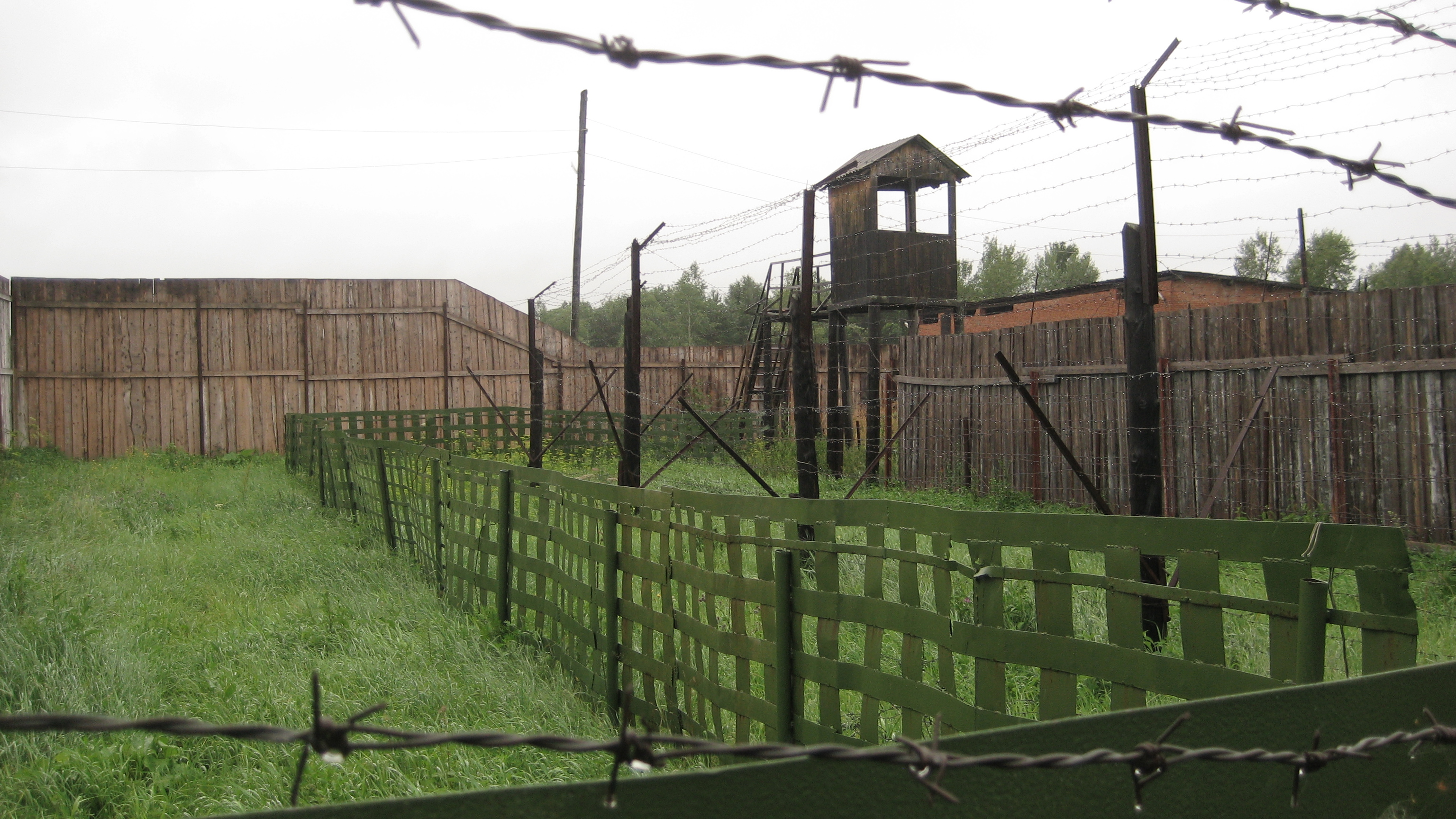
Огорожа

Перм−36 — неофіційна назва радянської виправно-трудової колонії суворого режиму для засуджених за «особливо небезпечні державні злочини» в селищі Кучино Чусовського району Пермської області, яка перетворена в музей — Меморіальний музей історії політичних репресій «Перм-36».

## Історія

### Радянський період
Виправно-трудова колонія в Кучино була створена в 1946 році і скорочено називалась «ВТК-36» (рос. «ИТК-36»). Спочатку ув'язнені займалися рубанням лісу, але в 1954 році їх зайняли іншими роботами.
До 1972 року в колонію направляли засуджених співробітників радянських правоохоронних органів. Оскільки багато з них добре знали систему охорони місць ув'язнення, то для виключення можливості втечі територію обнесли додатковими парканами.
1972 року в колонію почали направляти засуджених за особливо небезпечні державні злочини, а до цього їх утримували в  колоніях Мордовської АРСР. Колонії присвоїли позначення «установа ВС-389/36» (це позначення використовувалося при листуванні з ув'язненими). Тому цю колонію стали називати «Перм-36». На невеликій відстані одна від одної, в акваторії річки Чусова, розташовувалося три колонії: ВС-389/35, ВС-389/36, ВС-389/37. Так звані «політичні» містилися в кожній з них.
Один із засновників музею «Перм-36» пермський історик Віктор Шмиров — про склад ув'язнених у цей час: «У нашому архіві є копії облікових карток ув'язнених усіх трьох таборів. Ув'язнені часто переводилися з одного табору в інший. В цілому, у трьох таборах, людей, які звинувачувалися в участі в націоналістичних рухах, було близько 18 %. Серед них були і росіяни націоналісти. Наприклад, Ігор Огурцов, Леонід Бородін тощо. У частини з них, крім звинувачення в зраді Батьківщини й участі в антирадянських організаціях, були звинувачення в тероризмі. Це ті, хто брав участь або підтримував націоналістичні підпілля. Їх було близько 8 %».
На думку пермських представників організації «Суть часу», більшість ув'язнених у цей час були «бандерівцями».
У колонії були засуджені за звинуваченням в «антирадянській агітації і пропаганді» дисиденти: Володимир Буковський, Сергій Ковальов, Юрій Орлов, Леонід Бородін, Валерій Марченко (загинув в ув'язненні), Натан Щаранський, Гліб Якунін, Михайло Кукобака, Левко Лук'яненко, Баліс Ґаяускас, Василь Стус (загинув в ув'язненні), Микола Браун та інші політв'язні. 1980 року в колонії відкрили ділянку особливого режиму для рецидивістів в колишній будівлі лісопереробного цеху. Вони містилися в закритих камерах.
Колонія була закрита в 1988 році.

### Сучасність
У 1992 році з'явилася ідея створити на місці колонії музей. Чотири роки пішло на підготовку до відкриття і 1996 року музей історії політичних репресій «Перм-36» прийняв перших відвідувачів. У відреставрованих бараках було розміщено експонати музею. Втрачені паркани, вишки, сигнально-попереджувальні споруди, інженерні комунікації було відтворено наново.
У 1994 році науковці почали роботи з реставрації будівель музею. Фінансову допомогу надав Леонід Юзефович, а адміністрація міста Чусовий виділила лісову ділянку, прибуток від якої витрачали на ремонт. За два з чимось роки відремонтували зону особливого режиму, 5 вересня 1995 року в колишніх табірних бараках відкрилася перша виставка.
Для керування музеєм було створено ТОВ «Меморіальний центр історії політичних репресій „Перм-36“», засноване пермським «Меморіалом» і адміністрацією Пермської області. У правління «Пермі-36» увійшли Віктор Шмиров, Арсеній Рогінський і Олександр Даніель з «Меморіалу»; президент Фонду захисту гласності Олексій Симонов, правозахисник Сергій Ковальов та інші громадські активісти. У 2001 році статус ТОВ змінили на АНО (автономна некомерційна організація), одним із засновників став обласний департамент майнових відносин. Табірні будівлі було оформлено на державу.
У 2004 році Світовий фонд пам'ятників вніс «Перм-36» до списку пам'яток світової культури, що перебувають під особливою охороною. Також була відкрита процедура по внесенню музею до списку Світової спадщини ЮНЕСКО[джерело?].
У 2011 році губернатор Пермського краю Олег Чиркунов передав АНО в безстрокове безоплатне користування комплекс будівель колишнього психоневрологічного інтернату в Кучино і збільшив бюджетне фінансування музею. АНО отримала в розпорядження всі частини табірного комплексу, включно з котельною, системою водопостачання і підстанцією.

## Розформування та ліквідація музею
У 2012 році адміністрація нового губернатора краю Віктора Басаргіна ухвалила рішення створити на базі табірного комплексу «Перм-36» державний музей. За підсумками зустрічі правління АНО з губернатором у грудні 2013 року було ухвалено призначити виконавчим директором нової «Державної автономного закладу культури „Перм-36“» (рос. Государственное автономное учреждение культуры, ГАУК) Тетяну Курсину, яка до того була координатором просвітницької діяльності музею.
30 липня 2013 року уряд Пермського краю видав розпорядження «Про створення бюджетного закладу культури „Перм-36“». Восени 2013 року автономна некомерційна організація «Меморіальний музей історії політичних репресій „Перм-36“» отримала статус федеральної, і музей був включений в число національних місць пам'яті.
У січні 2014 року в нову державну структуру перенаправили всі кошти, які раніше призначалися АНО, і перевели на неї всі будівлі і споруди комплексу. У березні 2014 року Курсина вступила на посаду, проте в травні 2014 року її несподівано і без пояснення причин було звільнено міністром культури регіону Ігорем Гладневим. На її місце чиновник призначив власну заступницю Наталію Семакову. Надалі через це «Перм-36» залишила більшість співробітників, через що в музеї тепер показують лише старі експозиції.
Частину експозицій закрили через невдоволення створеної Сергієм Кургіняном громадської організації «Суть часу», яка за підтримки деяких колишніх працівників пермської системи виконання покарань писала відкриті листи губернатору та президенту Росії проти музею. У 2014 році музей зазнав багаторазових перевірок з боку міської та районної прокуратури, відділу боротьби з економічними злочинами, антиекстремістського центру «Е» при крайовому ГУ МВС. Також оперативники відвідували і самих працівників музею.
Після цього на базі «Пермі-36» планувалося створити музей бойової слави конвойних військ в котрому би відвідувачам розповідали не про репресії, а про боротьбу НКВС зі «шпигунами» і т. ін.